# Nissan Largo
Der Datsun / Nissan Vanette Largo und Nissan Largo ist ein Van aus dem Nissan-Konzern, der erstmals auf dem Datsun Vanette basierte. Zeitweilig gab es ihn auch in Europa als Vanette Van. In Japan wurde er als Vanette Largo, später nur noch als Largo vermarktet. Die erste Version war eine größere Version des Datsun Vanette C20 und auch als Kastenwagen, Fahrgestell und Kleinbus erhältlich, ab der zweiten Generation wurde nur eine spezielle Van-Version des Nissan Vanette C22 als Vanette Largo bezeichnet. Die dritte Generation wiederum basierte auf dem Nissan Serena C23, hie nur noch Nissan Largo und wurde durch den Nissan Serena C24 ersetzt.

## Datsun / Nissan Vanette Largo GC120 (1982–1987)

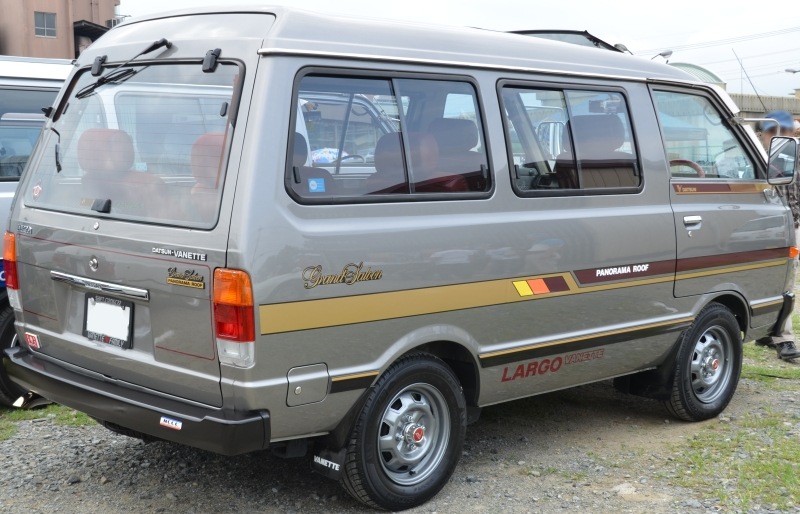
Datsun Vanette Largo, Kleinbus

Der Datsun Vanette Largo (GC120) wurde im Oktober 1982 auf Basis der Datsun Vanette C120 eingeführt. Er war 90 mm breiter (um bis knapp unterhalb der wichtigen japanischen 1700 mm Freigrenze zu bleiben) und etwas länger als die größte C120 Variante. Es gab ihn neben einer speziellen Van Version auch als geschlossenen Kastenwagen, Kleinbus mit optionalem Hochdach, sowie als Pritschenwagen oder Fahrgestell für Aufbauten. In Europa wurde die erste Generation ab 1983 nur als Kleinbus/Van (KC120) und als Lieferwagen mit verglasten Seitenfenstern importiert, während die Kastenwagenmodelle Vanette Cargo I weiterhin dem kleineren Datsun Vanette C20 entsprachen. Angetrieben wurden die Largo-Versionen ebenfalls von den A15 und den Z20 Benzinmotoren sowie dem LD20 Dieselmotor. Da Nissan die Marke Datsun einstellte wurde er unterschiedlich je nach Land ab 1984 zum Nissan Vanette Largo. Im Dezember 1987 wurde die Produktion der GC120-Largo-Modelle in Japan eingestellt und im gleichen Jahr nahm Daewoo in Südkorea die Produktion in Lizenz auf.

## Nissan Vanette Largo GC22 (1985–1993)

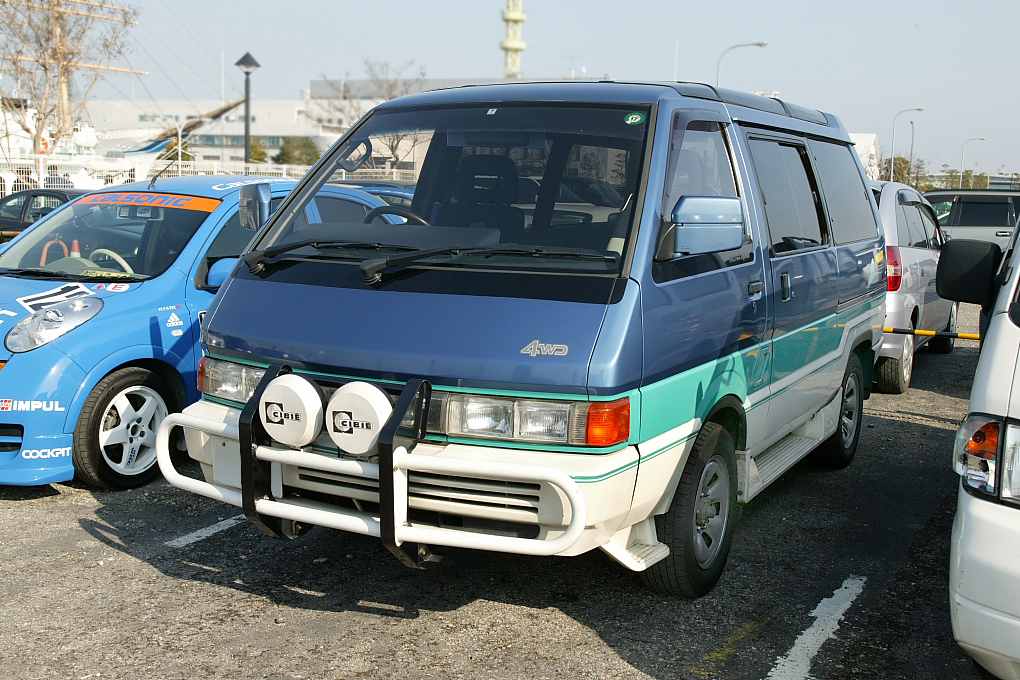
Nissan Vanette Largo GC22

Im September 1985 wurde der Nissan Vanette Largo GC22 in Japan eingeführt. Das Chassis entsprach dem Vorgänger, die Karosserie und der Innenraum waren aber komplett neugestaltet. Es gab ihn nun nur noch als spezielle Van-Version und als Motoren neben dem A15-Benzinmotor gab es nun auch den stärkeren CA20 Benzinmotor. Der LD20-Dieselmotor war nun optional auch mit Turbolader erhältlich. Neben dem serienmäßigen 5-Gang-Schaltgetriebe war nun auch ein Drei-Stufen-Automatikgetriebe für die Benzinmotoren erhältlich. Erstmals gab es nun auch optional Allradantrieb. Nach Nordamerika wurde der Vanette Largo GC22 als Nissan Van exportiert. In Europa wurde diese Version ab Oktober 1986 in Spanien bei Nissan Motor Ibérica produziert, ebenso wie der nur in Europa angebotene Kastenwagen Nissan Vanette Cargo II C22. Dieser hatte das gleiche Chassis und Armaturenbrett des Vanette Largo GC22, aber die Karosserie des Vanette-GC120-Largo-Kastenwagens mit modernisierter Front.
- Nachdem die Vanette-GC120-Largo-Modelle bereits im Dezember 1987 eingestellt worden waren, wurde die Produktion der übrigen Vanette C20 Versionen (Kastenwagen, Lieferwagen, Pritschenwagen oder Fahrgestell für Aufbauten) im Oktober 1988 beendet. Alle wurden durch Versionen auf Basis der Vanette Largo GC22 ab November 1988 ersetzt, unterschieden sich aber nun nicht mehr in der Länge und Breite.
- Bereits ab 1991 wurde die Produktion der Truck-Version (Pritschenwagen oder Fahrgestell für Aufbauten) in Japan eingestellt und von nun an aus Malaysia importiert.
- 1993 wurde die Produktion aller Nissan-Vanette-C22-Modelle, einschließlich des Largo eingestellt. Während ab 1994 der Nissan Vanette S20 in Japan erhältlich war, wurde der Nissan Vanette Largo C22 durch den Nissan Largo W30 ersetzt.

## Nissan Largo W30 (1993–1999)

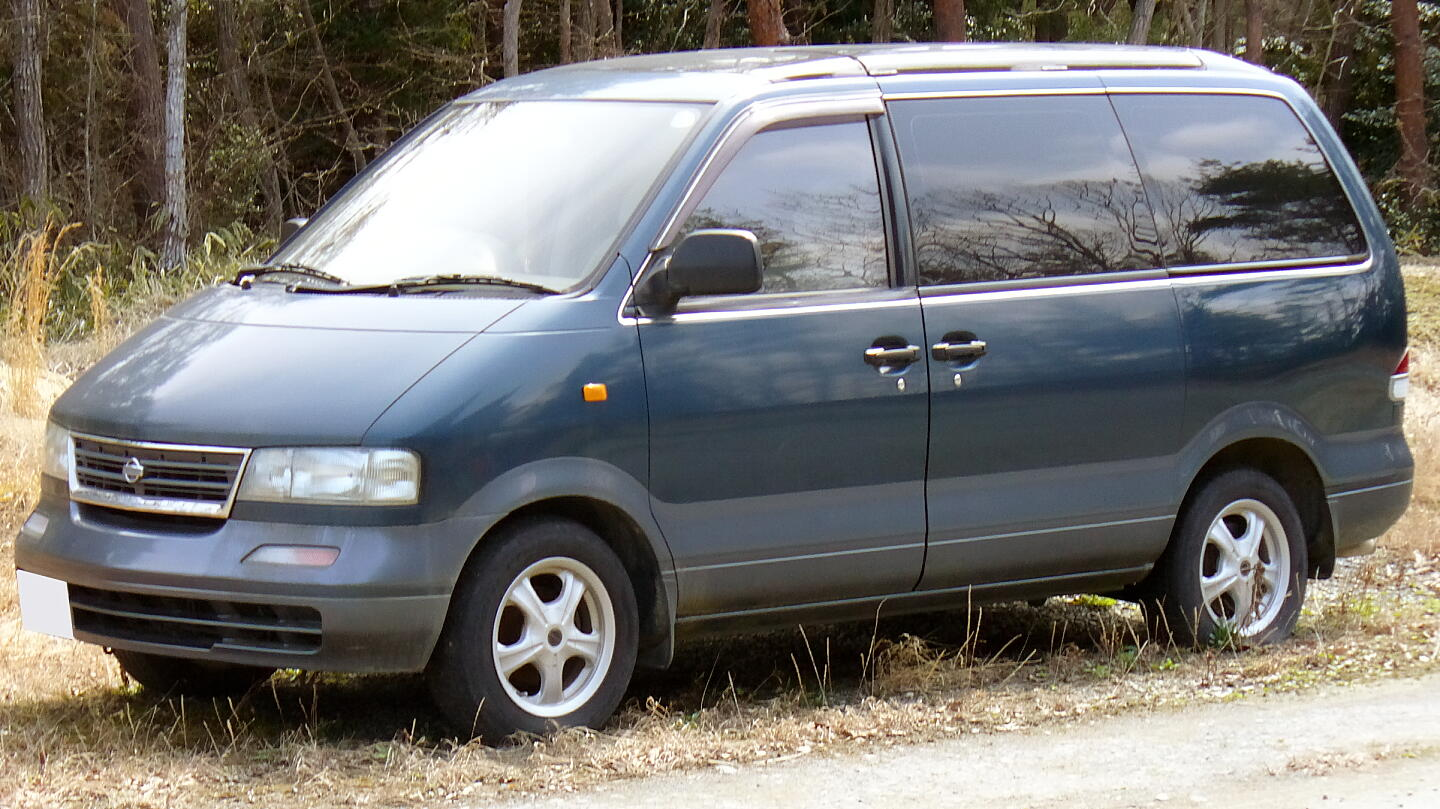
Largo W30

Im Mai 1993 erschien in Japan der Nissan Largo (W30) auf Nissan Serena C23 Basis. Während das Chassis dem Serena C 23 entsprach, war die Karosserie breiter und länger. Auch waren mit dem Benzinmotor KA24DE und CD20Ti-Dieselmotor mit Turbolader und Ladeluftkühler andere Motoren verbaut. Zudem war auch Allradantrieb optional verfügbar. Der Largo hatte Aktive Federdämpfer und serienmäßig 5-Gang Schaltgetriebe oder optional 4-Gang-Automatikgetriebe.
- Ausgestattet mit 7 Sitzplätzen war ab 1994 auch ein 8-Sitzer-Modell erhältlich.

- 1995 war neben Fahrer- auch der Beifahrer-Airbag serienmäßig, ebenso wie Antiblockiersystem.

- Im Oktober 1997 erfolgte eine kleine optische Überarbeitung der Fronthaube.

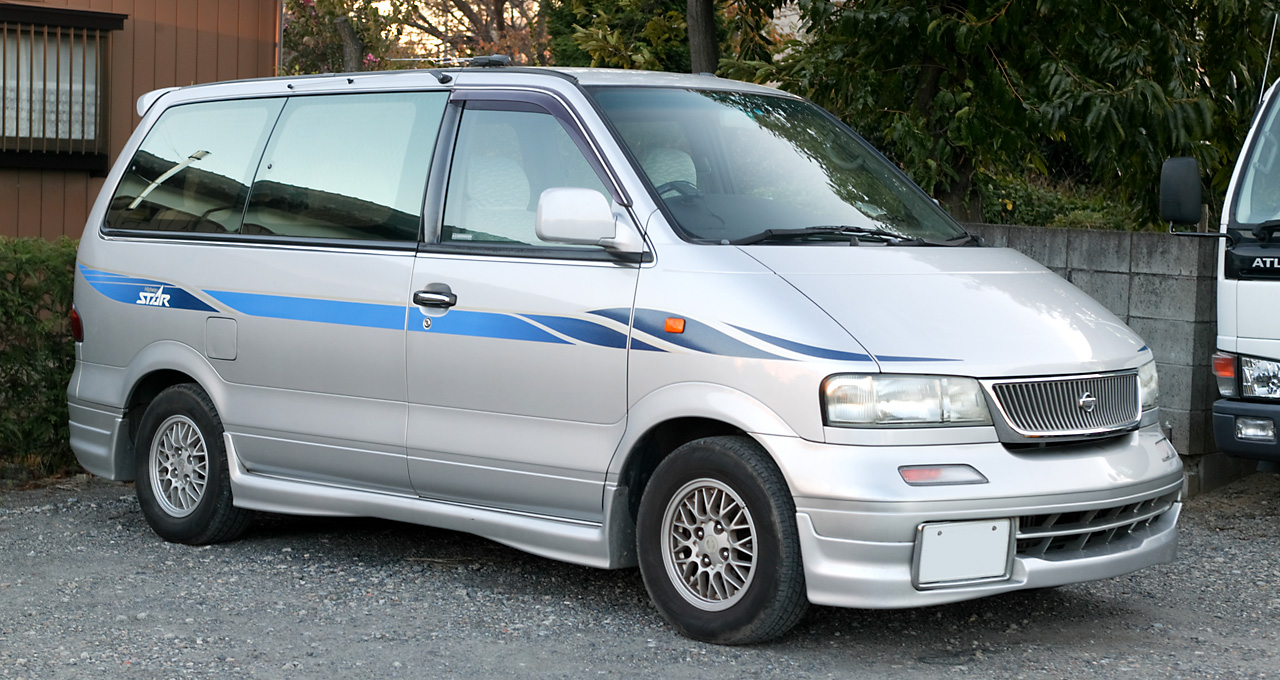
Facelift-Version

- Im Juni 1999 endete die Produktion und der nun größere Nissan Serena C24 wurde das Nachfolgemodell.